# Izydi!
Izydi! (russisk: Изыди!) er en sovjetisk spillefilm fra 1991 af Dmitrij Astrakhan.

## Medvirkende
- Otar Megvinetukhutsesi som Motja Rabinovitj
- Jelena Anisimova som Golda
- Tamari Skhirtladze som Sora-Broha
- Tatjana Kuznetsova som Bejlka
- Valentin Bukin som Trofim